# Wesley Strick
Wesley Strick (Nova Iorque, 11 de fevereiro de 1954) é um roteirista americano que cria uma série de thrillers. A primeira realização foi: Círculo de Sangue (The Tie That Binds) (1995). E escreveu com o argumento: Veredicto Final (True Believer) (1989), Aracnofobia (Arachnophobia) (1990) e O Santo (The Saint) (1997). Wesley Strick escreveu o filme de terror The Glass House).